# EnGene.
EnGene.（エンジン）は、日本の男子3人組ボーカル・グループである。

## 来歴
宮城県、山形県を中心に活動。
2016年2月に仙台で結成、2016年8月24日、両A面の1枚目のシングル「恋色 / You're my sunshine」でデビュー。
2017年3月8日、両A面の2枚目のシングル「White / Red」をリリース。
2018年3月28日、初のフルアルバム『Meteorite』をリリース。
タイトル曲「Meteorite」の作詞で、作詞家のshungo.が初登板。
2018年9月26日、EnGene.が歌唱・出演を務めた、宮城県大崎市公認PR動画「大崎市公認 DA PUMP / U.S.A. 替え歌 C'mon, baby オオサキ【湯ですぜ！】(エンドロール付き)」がYouTubeで公開される。この替え歌・動画は、社会現象となったDA PUMPの2018年6月6日リリースの大ヒット曲「U.S.A.」の替え歌であり、その”本家”作詞家であるshungo.が替え歌詞を手掛けたこと、そして地元のダンス強豪校である宮城県古川工業高等学校ダンス部の部員・総勢42名による動画のダンスシーン等が話題になり、数々のメディアに取り上げられた。（再生回数は2022年12月末現在、84.3万回を突破。）なお、この替え歌・動画は、大崎市公認の元、有志によってすべてが無償で制作された。動画の振付けは、モーニング娘。、℃-ute、アンジュルム（旧S/mileage）、つばきファクトリー、こぶしファクトリーをはじめ、多くのハロー!プロジェクト所属アーティスト・所属グループ等の振付け・ダンス統括を担当する振付師のYOSHIKOによって監修された。
このプロジェクト以降、shungo.がグループのトータルプロデューサーとして就任。
2019年1月1日、配信限定のデジタル・シングル（通算3rdシングル）「Reason」をリリース。
2019年1月4日、大崎市公認PR動画「大崎市公認 DA PUMP / U.S.A. 替え歌 C'mon, baby オオサキ【湯ですぜ！】(エンドロール付き)」が評価され、宮城県大崎市より『第11回 宝の都(くに)・活性化貢献賞』を受賞。制作チームを代表して、EnGene.のメンバー3名と当時の共同総合プロデューサーの1名が贈呈式に登壇した。
2019年5月13日に関東圏で放映されたTBSテレビ「ジモト動画アワード2019」にて、ジモト動画ノミネート作品4部門11作品の中から、「大崎市公認 DA PUMP / U.S.A. 替え歌 C'mon, baby オオサキ【湯ですぜ！】(エンドロール付き)」が、グランプリに該当する「最優秀ジモト動画」を授与され表彰された。番組内で、MCのTBSアナウンサー皆川玲奈から、この動画の制作に本家DA PUMP「U.S.A.」作詞家のshungo.とハロプロのカリスマ振付師のYOSHIKOが無償で関与していることをアナウンスされた博多華丸・大吉の博多華丸とココリコの田中直樹がそのことを受け、「ドーピング」と比喩した。
2019年6月1日、配信限定のデジタル・シングル（通算4thシングル）「君は1000%」をリリース。
2019年10月1日、配信限定のデジタル・シングル（通算5thシングル）「Electric Youth〜電撃的青春〜」をリリース。
2020年4月1日、配信限定のデジタル・シングル（通算6thシングル）「五次元チャペル」をリリース。歌詞が先行公開された歌詞検索サービス「歌ネット」の「歌ネット注目度ランキング」において、3月19日付け、3月26日付けランキングにて二週連続で首位を獲得。
2020年5月1日、配信限定のデジタル・シングル（通算7thシングル）「ステキな恋の忘れ方」をリリース。歌詞が先行公開された歌詞検索サービス「歌ネット」の「歌ネット注目度ランキング」において、4月19日付けランキングにて4位を、4月26日付けランキングにて2位を、5月3日付けランキングにて首位を獲得。
2020年6月1日、グループ初のリミックス・シングル「ステキな恋の忘れ方 (Actress Disappears Dubstep Mix)」をリリース。
2020年6月3日、グループ初のソロ・プロジェクトとして、メンバーのYutakaこと金澤豊のソロデビューがアナウンスされる。
2020年7月1日、金澤豊が配信限定のデジタル・シングル「碧い瞳のエリス」でソロデビュー。「月刊金澤」と銘打ち、2020年の7月の毎週水曜日、5週連続でリリースを敢行。
2020年8月1日、配信限定のデジタル・シングル（通算8thシングル）「ETERNAL」をリリース。歌詞が先行公開された歌詞検索サービス「歌ネット」の「歌ネット注目度ランキング」において、7月30日付けランキングにて6位を獲得。
2020年9月1日、配信限定のデジタル・シングル（通算9thシングル）「ETERNAL feat. HIM」、そして同じく配信限定のリミックス・シングル「ETERNAL feat. HIM(Future Pop remix)」を同時リリース。この作品は、HIMの6thシングルをカバーした前作（8thシングル）からの派生で、本家HIMをフィーチャリングしたスペシャル・コラボ企画シングルとそのスペシャル・リミックス・シングルである。歌詞が先行公開された歌詞検索サービス「歌ネット」の「歌ネット注目度ランキング」において、8月6日付けランキングにて8位を、8月13日付けランキングにて9位を獲得。
2020年12月1日、配信限定のデジタル・シングル（通算10thシングル）「雨のプラネタリウム」をリリース。歌詞が先行公開された歌詞検索サービス「歌ネット」の「歌ネット注目度ランキング」において、11月5日付けランキングにて5位を、11月12日付けランキングにて3位を、11月19日付けランキングにて4位を、11月26日付けランキングにて5位を獲得。
2021年8月8日、配信限定のデジタル・シングル（通算11thシングル）「真夏のトレモロ」をリリース。歌詞が先行公開された歌詞検索サービス「歌ネット」の「歌ネット注目度ランキング」において、7月15日付けランキングにて10位を、7月21日付けランキングにて8位を、7月29日付けランキングにて4位を、8月5日付けランキングにて7位を獲得。
2021年12月15日、配信限定のデジタル・シングル（通算12thシングル）「Plan B」をリリース。
2022年4月1日、配信限定のリミックス・シングル「五次元チャペル (Alternate Dimension Mashup Ballet Mix)」をリリース。歌詞が先行公開された歌詞検索サービス「歌ネット」の「歌ネット注目度ランキング」において、3月31日付けランキングにて9位を獲得。
2022年7月1日、配信限定のリミックス・シングル「Plan B (Funk'n'Bass mix)」をリリース。歌詞が先行公開された歌詞検索サービス「歌ネット」の「歌ネット注目度ランキング」において、6月2日付けランキングにて7位を、6月4日付けランキングにて4位を、6月16日付けランキングにて5位を、6月23日付けランキングにて3位を獲得。
2022年12月1日、公式HP、SNS公式アカウントなどで、2022年いっぱいをもってグループを円満に解散する旨を発表。
2022年12月31日、配信限定のデジタル・シングル（通算13thシングル）、ラストシングル「百合色 -unplugged-」をリリース。歌詞が先行公開された歌詞検索サービス「歌ネット」の「歌ネット注目度ランキング」において、12月22日付けランキングにて8位を獲得。
2022年12月31日をもって「とてつもなく円満に」解散。

## 結成までのエピソード／ユニット名の由来／社会貢献活動
2010年、（後のEnGene.リーダー）Shin が、指定難病である（指定難病60）「再生不良性貧血」を患うが、同年の骨髄移植により克服。
メンバー3人の出逢いは、Shinが骨髄移植を受けた山形県立中央病院で行われたクリスマス慰問ライブ。 TatsuyaとYutakaの歌を聴き、「2人とも歌が上手い！」という印象をもったというShin。その際「すぐに一緒にグループでやろう！」と意気投合、グループ結成に至る。
メンバーのTatsuyaとYutakaは、仙台コミュニケーションアート専門学校の卒業生。SCA 仙台コミュニケーションアート専門学校は、毎年『明日への扉』 という骨髄移植推進キャンペーンミュージカルを催しており、ボーカルコースであったTatsuyaは、そのミュージカルのゴスペルアンサンブルのメインボーカルとしてソロで歌っていた。またYutakaは19歳の頃に実姉を事故で亡くしており、その際臓器移植のドナーとなった姉が5人の患者に臓器を提供したことによって「人の命を助けることができるということはすごいことだ」と感銘を受け、自身も、誰もが生存中にすることができる骨髄バンクにドナー登録をしている。奇しくも「骨髄移植」がメンバー3人の最初の共通のキーワードとなった。
グループ名は、諦めかけた夢のその先に希望を見出したメンバー3人の出逢い、そして活動を通じて様々な方々から賜った「ご縁」、そこに遺伝子の意味合いを込めた「Gene」を組み合わせた造語、「EnGene.（エンジン）」と命名。
そこにはエンジンの「起動力」という意味合いも込められている。
令和元年東日本台風（台風19号）による河川決壊の水害被害を受けた宮城県大崎市、最も死者の多かった福島県いわき市での継続的な災害ボランティア活動及び物資支援、また、養育施設や里親会での支援活動など、社会貢献活動をメンバー及び制作チームで精力的に行った。

## メンバー
- Shin - リーダー、リードボーカル（主にローパート担当）。山形県朝日町出身。イメージカラー：橙。2022年12月31日、EnGene.解散にともない引退。
- Tatsuya - リードボーカル（主にミドルパート担当）。山形県川西町出身。イメージカラー：紫。2022年12月31日、EnGene.解散にともない引退。
- Yutaka - リードボーカル（主にハイパート担当）。宮城県仙台市出身。イメージカラー：黄緑。2020年7月1日、グループからの初のソロ・プロジェクトとして「金澤豊（かなざわゆたか）」としてソロデビュー。EnGene.解散後は、ソロ活動に専念。

## ディスコグラフィ

### シングル
| #    | 発売日         | タイトル                      | 備考／クレジット |
| 1st  | 2016年8月24日  | 恋色 / You're my sunshine     | 両A面のデビューシングル。 01. 恋色 [Lyrics, Music & Arrangement: 中村結花] 02. You're my sunshine [Lyrics: M45 / Music & Arrangement: y@suo ohtani] |
| 2nd  | 2017年3月8日   | White / Red                   | 両A面の2ndシングル。 01. White [Lyrics: M45 / Music & Arrangement: y@suo ohtani] 02. Red [Lyrics: M45 / Music & Arrangement: y@suo ohtani] 03. I'm in love [Lyrics: えびずん / Music & Arrangement: y@suo ohtani] |
| 3rd  | 2019年1月1日   | Reason                        | 通算3rdシングルの、グループ初のデジタル・シングル（配信限定）。 2004年リリースの玉置成実の6thシングル「Reason」（テレビアニメ『機動戦士ガンダムSEED DESTINY』のエンディングテーマ）のカバー。 オリジナルである玉置成実「Reason」は、EnGene.のプロデューサー及び制作陣である、y@suo ohtaniが作曲、shungo.が作詞を担当した楽曲（編曲はats-）。 EnGene.版「Reason」は編曲もy@suo ohtaniが担当。 01. Reason [Lyrics: shungo. / Music & Arrangement: y@suo ohtani / Produce: y@suo ohtani & shungo.] |
| 4th  | 2019年6月1日   | 君は1000％                    | 通算4thシングルの、デジタル・シングル（配信限定）。 1986年リリースの1986オメガトライブのデビューシングル「君は1000%」（日本テレビ系列『新・熱中時代宣言』の主題歌）のカバー。 01. 君は1000％ [作詞: 有川正沙子 / 作曲: 和泉常寛 / オリジナル編曲: 新川博 / リアレンジ: y@suo ohtani / Produce: y@suo ohtani & shungo.] |
| 5th  | 2019年10月1日  | Electric Youth 〜電撃的青春〜 | 通算5thシングルの、デジタル・シングル（配信限定）。 1989年リリースのデビー・ギブソンの7thシングル「Electric Youth」のカバー。 01. Electric Youth〜電撃的青春〜 [作詞・作曲: Gibson Deborah Ann / 日本語詞: shungo. / 編曲: y@suo ohtani / Produce: y@suo ohtani & shungo.] Original “Electric Youth” by Debbie Gibson Written by Gibson Deborah Ann ⓒMusic Sales Corporation |
| 6th  | 2020年4月1日   | 五次元チャペル                | 通算6thシングルの、デジタル・シングル（配信限定）。 フェリックス・メンデルスゾーンの劇付随音楽『夏の夜の夢』の中の一曲「結婚行進曲」を大々的にフィーチャー。 01. 五次元チャペル [作詞: shungo. / 作曲: Felix Mendelssohn, y@suo ohtani, shungo. / 編曲: y@suo ohtani / Produce: shungo.] |
| 7th  | 2020年5月1日   | ステキな恋の忘れ方            | 通算7thシングルの、デジタル・シングル（配信限定）。 1985年リリースの薬師丸ひろ子の7thシングル「ステキな恋の忘れ方」（薬師丸ひろ子主演映画『野蛮人のように』主題歌/東芝製品コマーシャルソング）のカバー。 01. ステキな恋の忘れ方 [作詞・作曲: 井上陽水 / オリジナル編曲: 武部聡志 / リアレンジ: 大谷靖夫 / Produce: shungo.] |
| 8th  | 2020年8月1日   | ETERNAL                       | 通算8thシングルの、デジタル・シングル（配信限定）。 1996年リリースのHIMの6thシングル「ETERNAL」（ニチレイレディース（テニス）'96 大会イメージソング）のカバー。 01. ETERNAL [作詞: HIMW,HIMK / 作曲: H.IJICHI / オリジナル編曲: Y.MIZUSHIMA / リアレンジ: y@suo ohtani / Produce: shungo.] |
| 9th  | 2020年9月1日   | ETERNAL feat. HIM             | 通算9thシングルの、デジタル・シングル（配信限定）。 HIMの6thシングル「ETERNAL」をカバーした前作「ETERNAL」（通算8thシングル）からの派生、本家HIMをフィーチャリングしたスペシャル・コラボ企画シングル。 01. ETERNAL feat. HIM [作詞: HIMW,HIMK / 作曲: H.IJICHI / オリジナル編曲: Y.MIZUSHIMA / リアレンジ: y@suo ohtani / Produce: shungo.] |
| 10th | 2020年12月1日  | 雨のプラネタリウム            | 通算10thシングルの、デジタル・シングル（配信限定）。 1986年リリースの原田知世の9thシングル「雨のプラネタリウム」（トヨタ『NEWカローラII』イメージソング）のカバー。 01. 雨のプラネタリウム [作詞: 秋元康 / 作曲・オリジナル編曲: 後藤次利 / リアレンジ: y@suo ohtani / Produce: shungo.] |
| 11th | 2021年8月8日   | 真夏のトレモロ                | 通算11thシングルの、デジタル・シングル（配信限定）。 1991年リリースのWinkの11thシングル「真夏のトレモロ」（パナソニック・ヘッドホンステレオRQ-S35およびRQ-S35V（松下電器産業）のCMソング）のカバー。 01. 真夏のトレモロ [作詞: 及川眠子 / 作曲: 工藤崇 / 編曲: KAZ / Produce: shungo.] |
| 12th | 2021年12月15日 | Plan B                        | 通算12thシングルの、デジタル・シングル（配信限定）。 6thシングル「五次元チャペル」以来、久々のオリジナル楽曲。 01. Plan B [作詞: shungo. / 作曲: shungo., SERIO / 編曲: y@suo ohtani / Produce: shungo.] |
| 13th | 2022年12月31日 | 百合色 -unplugged-            | 通算13thシングルの、デジタル・シングル（配信限定）。 2022年いっぱいをもって解散するEnGene.のラストシングル。 2018年リリースのアルバム「Meteorite」の最終トラック収録の楽曲のセルフカバー。 01. 百合色 -unplugged- [作詞・作曲: 中村結花 / 編曲: 川口大輔 / Produce: shungo.] |

### リミックスシングル
| 発売日       | タイトル                                               | 備考／クレジット |
| 2020年6月1日 | ステキな恋の忘れ方 (Actress Disappears Dubstep Mix)    | 7thシングルのリミックス。 01. ステキな恋の忘れ方(Actress Disappears Dubstep Mix) [Lyrics & Music: Yosui Inoue / Remix: y@suo ohtani]                                                             |
| 2020年9月1日 | ETERNAL feat. HIM (Future Pop remix)                   | 9thシングルのリミックス。 01. ETERNAL feat. HIM(Future Pop remix) [Lyrics: HIMW,HIMK / Music: H.IJICHI / Remix: KAZ]                                                                             |
| 2022年4月1日 | 五次元チャペル (Alternate Dimension Mashup Ballet Mix) | 6thシングルのリミックス。 01. 五次元チャペル(Alternate Dimension Mashup Ballet Mix) [Lyrics: shungo. / Music: Felix Mendelssohn, y@suo ohtani, shungo. / Remix: y@suo ohtani / Produce: shungo.] |
| 2022年7月1日 | Plan B (Funk'n'Bass mix)                               | 12thシングルのリミックス。 01. Plan B (Funk'n'Bass mix) [Lyrics: shungo. / Music: shungo., SERIO / Remix: KAZ / Produce: shungo.]                                                                |

### アルバム
| #   | 発売日        | タイトル  | 備考／クレジット |
| 1st | 2018年3月28日 | Meteorite | 1stフルアルバム。 01. Amazing (Inst) [Music & Arrangement: y@suo ohtani] 02. Meteorite [Lyrics: shungo. / Music & Arrangement: y@suo ohtani] 03. White [Lyrics: M45 / Music & Arrangement: y@suo ohtani] 04. 恋色 -Album ver.- [Lyrics, Music & Arrangement: 中村結花] 05. Regular Sequence (Inst) [Music & Arrangement: y@suo ohtani] 06. You're my sunshine [Lyrics: M45 / Music & Arrangement: y@suo ohtani] 07. I'm in love -Album Mix- [Lyrics: えびずん / Music & Arrangement: y@suo ohtani] 08. リグレット [Lyrics, Music & Arrangement: 中村結花] 09. Be Your One [Lyrics: 楊鎧仲、中川知美、佐藤ゆき / Music: 楊鎧仲 / Arrangement: 楊鎧仲、Song Jiwon] 10. Red -Album Mix- [Lyrics: M45 / Music & Arrangement: y@suo ohtani] 11. hourglass [Lyrics: M45、KATANA / Music & Arrangement: y@suo ohtani] 12. Shalala [Lyrics: M45 / Music & Arrangement: y@suo ohtani] 13. 百合色 [Lyrics, Music & Arrangement: 中村結花] |

### その他
| 種類                   | 発売日 公開日                                  | タイトル                                                                                | 備考／クレジット |
| コーラス参加           | 2016年12月1日先行配信／2017年2月22日盤リリース | 石井聖子「ORDINARY〜冬の午後〜」                                                        | 石井聖子 14thシングル「ORDINARY〜冬の午後〜」 表題曲「ORDINARY〜冬の午後〜」 [プロデュース：shungo. / 作詞：石井聖子 / 作曲：鈴木和郎 / 編曲：大谷靖夫] コーラス参加 |
| 宮城県大崎市公認PR動画 | 2018年9月26日                                  | 大崎市公認 DA PUMP / U.S.A. 替え歌 C'mon, baby オオサキ【湯ですぜ！】(エンドロール付き) | 大崎市公認 DA PUMP「U.S.A.」替え歌 【ようこそ宮城県大崎市へ！】 C’mon, baby オオサキ 【湯ですぜ！】 プロデュース Kazuyuki Koide（A-laboratory） y@suo ohtani shungo.（RISING PUBLISHERS CO.,LTD.） 音楽プロデュース y@suo ohtani & shungo. 替え歌詞：shungo. 編曲：y@suo ohtani 歌唱：EnGene.（エンジン/Yutaka, Tatsuya & Shin） プログラミング/録音/トラックダウン：y@suo ohtani ギター：坪沼和寛 エディット：中村結花 映像ディレクション/コーディネート：小出一之 撮影：内海貴之 ドローン撮影/空撮映像提供：渡辺豊（ワタナベイン テリア映像事業部） 機材協力：熊谷渉（FLASHTONESOUNDS） 映像編集：正仲未龍 映像編集アシスタント：竹山杜夢 三戸健太郎 ダンス監修 YOSHIKO TAKURO（7color） ヘアメイク＆スタイリング 油屋喜明 出演 宮城県立古川工業高等学校ダンス部 7color DANCE STUDIO キッズダンサーズ 岩出山保育所のちびっ子達、保育士の皆さん パタ崎さん（みやぎ大崎 ふつふつ共和国 広報大臣） 釜神の化身 オダズナー（宮城県大崎市ローカルヒーロー） 大崎市役所の皆さん EnGene. カメオ出演 Kazuyuki Koide y@suo ohtani shungo. YOSHIKO TAKURO Yoshiaki Aburaya 特別出演 大崎市長 伊藤康志 三浦はる子 協力 宮城県大崎市 SCA 仙台コミュニケーションアート専門学校 宮城県立古川工業高等学校 7color DANCE STUDIO JA古川 JAみどりの 本地集落営農組合 鳴子温泉郷観光協会 藤島旅館（川渡温泉） 旅館弁天閣（鳴子温泉） 滝の湯（鳴子温泉公衆浴場） 岩出山保育所 特別養護老人ホーム岩出の郷 旧有備館及び庭園 あ・ら・伊達な道の駅 吉野作造記念館 大崎市三本木亜炭記念館 手代木福太郎 藤野一馬 特別感謝 佐々木賢司 様 三浦はる子 様 名取とみ子 様 宮城県大崎市の皆様！ 榊原幸人 様（RISING PUBLISHERS CO.,LTD.） 蝦名美穂 様（RISING PUBLISHERS CO.,LTD.） 平 哲夫 様（RISINGPRO Holdings Co., Ltd.） ■DA PUMP「U.S.A.」(SONIC GROOVE)■ 作詞：Cirelli Donatella, Lombardoni Severino 日本語詞：shungo. 作曲：Accatino Claudio, Cirelli Donatella, Gioco Anna Maria 編曲：KAZ |

## タイアップ／パワープレイ
「恋色」
- オトノハラジオ 2016年3月エンディングソング、RADIO3
- 2016年5月度レコメンド曲、Vigo FM
- 2016年7月度パワープレイ、奥州エフエム放送
- 2016年8月度パワープレイ、才能ブレイクRadio〜STAR DREAMER〜

「Red」
- オトノハラジオ 2017年3月エンディングソング、RADIO3

「Meteorite」
- 2018年4月度MONTHLY HYPER PLAY、FM山形（Rhythm Station）

## 出演

### ラジオ
EnGene.
- MAGIC（2016年4月28日、FM山形）
- ゲツキンラジオ ぱんぱかぱ〜ん「ミュージックアワー」（2016年5月6日、YBC山形放送）
- Groovin'J（2016年5月11日、RADIO3）
- AFternoon Lounge（2016年5月12日、Vigo FM）
- さんtive!（2016年7月16日、FM山形）
- イブニングスマイル（2016年7月26日、エフエムいわぬま）
- ほっとすてーしょん（2016年7月26日、エフエムたいはく）
- のべ☆ラジ（2016年9月23日、ラジオモンスター）
- のべ☆ラジ（2016年12月2日、ラジオモンスター）
- ゲツキンラジオ ぱんぱかぱ〜ん「ミュージックアワー」（2017年3月24日、YBC山形放送）
- MAGIC（2017年4月13日、FM山形）
- マイタウンレディオ（2017年5月19日、RADIO3）
- さんtive!（2017年5月20日、FM山形）
- エフエム山形年末特別番組「はじめまして！EnGene.です」（2017年12月29日、FM山形）
- 岩崎敬のラジオロイド（2018年5月18日、FM山形）※5月5日イオンモール三川にて行われたLiveオンエア
- Night891（2018年5月28日、Rakuten.FM TOHOKU 89.1MHz）
- エフエム山形年末特別番組「EnGene.全開」（2018年12月28日、FM山形）
- 岩崎敬のラジオロイド3月29日「最終回」（2019年3月29日、FM山形）※生Liveあり
- 特別番組「平成ボイス」（2019年4月4日、FM山形）
- 「Start Up↑↑」（2019年7月4日、FM山形）
- 初レギュラー番組「EnGene. トランスミッションレディオ！」（2019年7月17日 - 2022年12月16日、FM山形）
- エフエム山形30周年記念「SEA SIDE STATION 2019 in 遊佐西浜」公開生中継（2019年7月27日、FM山形）※生Liveあり
- クリエイター・ザ・ワールド「EnGene.特集」（2021年5月1日、発するFM）
- 「WAVE 4 yamagata おでかけチュートリアル」（2022年12月13日、FM山形）
- 「EnGene. トランスミッションレディオ！特別篇」（2022年12月30日、FM山形）※Liveあり

Tatsuya,Yutaka
- のべ☆ラジ（2016年12月2日、ラジオモンスター）
- Bikki FM（2018年2月23日、おおさきエフエム放送）
- オトノハラジオ（2018年3月30日、RADIO3）
- Date fm「Morning Brush モーニングブラッシュ」（2020年10月23日、エフエム仙台）

Shin,Tatsuya
- アートステージ山形見どころ・聴きどころ（2018年4月8日、YBC山形放送）

Tatsuya
- オトノハラジオ マストモチャンネル（2016年9月 - 2018年12月、RADIO3）

Yutaka
- ゲツキンラジオ ぱんぱかぱ〜ん「ミュージックアワー」（2018年4月13日、YBC山形放送）

Shin
- 岩崎敬のラジオロイド（2017年6月 - 2019年3月、FM山形）※レギュラーリポーター

### テレビ
Shin
- ｢やままる｣番組内、記者特集（2021年4月30日、NHK山形放送局）

## ライブ／イベント

### 2016年
- 4月6日、仙台 darwin「オトノハミーティング」※初ライブ
- 5月1日、仙台 spaceZero「SENDAI ATTRACTIONS Vol.Ⅸ」
- 5月22日、仙台市（国分町）元鍛冶丁公園「音のわフェスィバル」
- 7月24日、山形県総合運動公園「もんてらんどLIVE」
- 8月14日、第37回山形大花火大会
- 8月20日、仙台市 泉区民ふるさとまつり
- 10月2日、山形県立高畠高等学校 文化祭
- 10月2日、山辺町（本町通り）「くう・のむ・あそ部フェスタ vol.4 マルシェ」
- 11月6日、宮城刑務所「みちのく・みやぎ矯正展」

### 2017年
- 2月12日、山形 CLUB RUSH「A-lab present's "resound"vol.001」
- 2月26日、サンビレッジ徳良湖オートキャンプ場「徳良湖WINTER JAM -MAGIC OF SNOW-」
- 4月14日、仙台 MACANA「WEEKEND RETREAT」
- 4月23日、山形トヨペットサンパルテ「エコフェス」
- 5月7日、イオンモール天童 グリーンコート「Rhythm Station presents 山形×宮城 Men’s Live」
- 5月26日、仙台 HooK「Let's Sing Along」
- 5月27日、仙台 spaceZero「Freshness Sendai Vol.1」
- 6月23日、仙台 spaceZero「Sing a Song!!」
- 7月9日、山形 CLUB RUSH「A-lab present's "resound"vol.002」
- 7月15日、山形市七日町及び文翔館「オトナルヤマガタ'17 -まちを歩けばオトがナル」
- 7月16日、羽前山辺駅前「くう・のむ・あそ部フェスタ vol.5 駅前夜市」
- 7月21日、寒河江市工業団地内JAさがえ西村山駐車場「第30回寒河江中央工業団地振興協会 サマーフェスティバル」
- 7月30日、山形 ミュージック昭和 session「FREE STYLE showcase」
- 7月31日、仙台HooK「HooK SENDAI Presents.『夏フェス(仮)！』」
- 8月3日、仙台 CLUB JUNK BOX「THE SYAMISENIST JAPAN TOUR 2017 REACH OUT FOR SEEKERS」
- 8月6日、鶴岡市湯野浜海岸「SEA SIDE STATION 2017」
- 8月7日、仙台市民広場「七夕祭り」
- 8月11日、イオンモール天童
- 8月15日、白鷹町荒砥八幡神社門前ポケットパーク「荒砥八幡神社 夜祭り」
- 8月20日、仙台 HooK「Cattleya,Is PRESENTS Let's Sing Along」
- 10月14日、山形市七日町 Music & Bar Lover Soul「アコースティックワンマンライブ＆ファンミーティング」
- 11月26日、山辺町中央公民館「中央ブロック協議会 ふれあい交流コンサート」
- 12月27日、仙台 darwin「閃雷 LIVE 2017 忘年会公演」

### 2018年
- 4月14日、山形県総合運動公園「B.LEAGUE -B2- 第28節 山形ワイヴァンズ vs 青森ワッツ」ハーフタイムショー
- 4月15日、山形市七日町 Music & Bar Lover Soul「1stアルバムリリース記念アコースティックLIVE & FUNミーティング」
- 4月28日、仙台 spaceZero「SENDAI MUSIC MARKET vol.6 ˜ウェルカムセンダイィィ˜」
- 5月5日、イオンモール三川
- 5月13日、仙台 曹洞宗 虚空蔵尊 大満寺 新本堂内 特設会場「新緑春まつり 寺フェス」
- 6月9日、仙台 HooK「SATURDAY KING」
- 6月9日、仙台コミュニケーションアート専門学校 学園祭「SCA・IKEN学園祭2018」
- 6月17日、イオンモール富谷
- 6月30日、仙台 spaceZero「SENDAI MUSIC MARKET」
- 7月7日、石巻 BLUE RESISTANCE「Jo!n Together vol.9 × 復興FEVER777 ˷7年目の7月7日は願いを叶えよう˷」
- 7月8日、村山市東沢バラ公園野外音楽堂「朝倉さやNEWアルバムリリース記念チャリティーコンサートwith EnGene.」
- 7月15日、仙台駅前（仙台ホテル跡地）「EDEN SPECIAL SUMMER LIVE」
- 8月4日、鶴岡エスモール 1階ひかりの広場
- 8月5日、鶴岡市湯野浜海岸「SEA SIDE STATION 2018」※強風のため開催中止
- 8月7日、仙台 Live Bar PENNY LANE「-TANABATA- Lover's Night」
- 8月14日、大崎市「三本木夏祭り」
- 8月25日、大崎市田尻総合体育館駐車場「～『大崎耕土』世界農業遺産認定記念～第31回おおさきジャンボ肉(NIKU)まつり in たじり 発展交流」前夜祭
- 8月26日、大崎市田尻総合体育館駐車場「～『大崎耕土』世界農業遺産認定記念～第31回おおさきジャンボ肉(NIKU)まつりじり in たじり 発展交流 TO ALL MUSIC WILL POWER 音楽は力になる」
- 9月2日、山辺町（本町通り）「くう・のむ・あそ部フェスタ vol.6 フェスタ」
- 9月9日、村山市大高根地域市民センター「村山市そば花祭り」
- 9月14日、山形県東根市 市民体育館駐車場 ほおバル特設会場「肉の祭典 た〜んとほおバルフェスタ in ひがしね 2018」前夜祭
- 9月15日、山形県東根市 市民体育館駐車場 ほおバル特設会場「肉の祭典 た〜んとほおバルフェスタ in ひがしね 2018」
- 9月23日、石巻 千の杜学びの「GROW UP SPECIAL LIVE」
- 9月30日、七日町周辺「第13回とっておきの音楽祭 in やまがた」※台風接近のため開催中止
- 10月13日、仙台 spaceZero「ラフジャンワンマン本編よりも盛り上がる(予定)最強アフターパーティー」
- 10月21日、大崎市 化女沼古代の里「宮沢ふるさとまつり」
- 10月21日、大崎市役所第2駐車場「おおさき古川秋まつり 元氣祭」
- 10月27日、泉中央駅前広場ペデストリアンデッキ下部 is Me!おへそひろばとその周辺「いずみ HALLOWEEN 2018」
- 10月29日、仙台 spaceZero「Bullet of FLASH presents ☆super Halloween party☆」
- 11月3日、登米市長沼フートピア公園「秋フェス2018 ～ステージパフォーマンス＆秋の収穫祭～ C'mon, baby NAGANUMA」
- 11月4日、イオンモール山形南
- 11月10日、イオンモール利府
- 12月8日、山形ビッグウイング大会議場 山形美容専門学校学園祭 HAIR SHOW
- 12月9日、イオンタウン仙台泉大沢 1階セントラルコート
- 12月15日、大崎市 ほなみの杜保育園「クリスマス発表会」
- 12月31日、仙台 HooK「HooK COUNT DOWN 2018-2019」

### 2019年
- 1月18日、山形県総合運動公園総合体育館「B.LEAGUE -B2- 第18節 山形ワイヴァンズ vs アースフレンズ東京Z」ハーフタイムショー
- 2月2日、寒河江市 最上川ふるさと総合公園「第4回 やまがた雪フェスティバル」
- 2月10日、仙台 MACANA「ARIGATO MUSIC presents Over Drip MUSIC. deli」
- 2月11日、イオンタウン仙台泉大沢 1階セントラルコート
- 2月16日、ホテルメトロポリタン山形「エフエム山形 開局30周年パーティー」※Shinのみ出演
- 3月30日、仙台 Live Bar PENNY LANE「Bullet of FLASH pre. MIX of FLASH」
- 3月31日、イオン東根店「イオン東根店20周年祭」
- 4月20日、大崎市 一ノ蔵松山本社蔵「第26回一ノ蔵蔵開放一ノ蔵を丸ごと味わう春祭り」
- 5月18日、天童市 天童ホテル「2019 全国骨髄バンクボランティアの集い in 山形 〜未来へつなぐ命と心のバトン〜」
- 5月19日、やまぎんホール（山形県県民会館）DANCE STUDIO MPF 発表会「PEACE6」
- 6月6日、仙台 spaceZero「Bullet of FLASH 4th mini ALBUM『Realize』Release Tour 初日【☆ONE STEP☆】」
- 7月6日、イオンタウン仙台泉大沢 1階セントラルコート「EnGene. Mall Tour 2019 "If You Give Me Your Heart"」
- 7月17日、仙台 spaceZero「もるつ初夏の東北ツアー 必死のパッチでやりまっせ！ スペゼロ編」
- 7月27日、遊佐町西浜海水浴場「エフエム山形30周年記念『SEA SIDE STATION 2019 in 遊佐西浜』」
- 7月28日、紫神社（立町）及びOne Park 立町「仙台藩藩政以来の伝統行事『紫神社祭典』」
- 8月2日、イオン古川店「屋上駐車場でドドーンと開催『夏祭り』」
- 8月11日、NDソフトスタジアム山形（もんてらんど 特設ステージ）「2019 明治安田生命 J2リーグ 第27節 モンテディオ山形 vs. アルビレックス新潟」付帯イベント「夏祭りだモン！ナツノマジック！」
- 8月14日、山形県戸沢村南部地区地域振興センター（旧角川小中学校）「TSUNOKAWA SUMMER PARTY 2019」
- 8月25日、山形市旅篭町文翔館Aステージ「とっておきの音楽祭やまがた」
- 9月13日、山形県東根市 市民体育館駐車場 ほおバル特設会場「肉の祭典 た～んとほおバルフェスタ in ひがしね 2019」前夜祭
- 9月14日、山形県東根市 市民体育館駐車場 ほおバル特設会場「肉の祭典 た～んとほおバルフェスタ in ひがしね 2019」
- 10月12日、山形県立米沢女子短期大学・米沢栄養大学「第25回吾妻祭（アーティストライブ）」※台風接近のため開催中止
- 10月26日、仙台 spaceZero「Rough Junction × Traum Fabrik -collaboration MV release party- Hands Up!!!」
- 11月3日、登米市長沼フートピア公園「秋フェス 2019 ～秋の収穫祭 in 長沼～」
- 12月18日、山形 ミュージック昭和 session「皆様、改めましてMPF☆B benefitです！これからもよろしくお願いしますLIVE☆1/2☆〜定期ライブ風〜」MPF☆B 定期ライブ風LIVE ゲスト出演
- 12月22日、イオンモール天童 グリーンコート「学生クリスマス献血キャンペーン2019 in 山形」
- 12月24日、宮城県石巻市内養育施設「つながりサンタプロジェクト2019」

### 2020年
- 1月15日、山形 ミュージック昭和 session「皆様、改めましてMPF☆B benefitです！これからもよろしくお願いしますLIVE☆2/2☆〜定期ライブ風〜」「EnGene. SHOWCASE 2020 vol.1 "抱きしめて I DO, I DO"」 MPF☆B 定期ライブ風LIVE（ダブルタイトル）ゲスト出演
- 2月1日、仙台 spaceZero「JESTIVAL TOUR 2020『SUB MISSION』仙台『2年ぶりの再会』編」
- 2月11日、東松島市「宮城県里親会なごみの会新春交流会」
- 3月28日、イオン東根店「イベント名未定」※新型コロナウイルス感染症拡大防止に伴い中止
- 3月30日、東京 青山RizM「TOKYO ESCAPE vol.1」※新型コロナウイルス感染症拡大防止に伴い延期（後に出演辞退）
- 10月25日、ONLINE LIVE STAGE「おおさき 古川 秋まつり ON LINE」 ※グループ初のオンラインライブ

### 2021年
- 12月19日、東京 桂由美ブライダルハウス1F Café de Rose「EnGene. Live "Plan B" in Tokyo」※文化庁「ARTS for the future!」補助対象事業

## アカペラシリーズ
【EnGene.（エンジン）】 Mariah Carey / All I Want For Christmas Is You 【A Cappella Cover】
- 2018年12月15日公開、マライア・キャリー「恋人たちのクリスマス（原題『All I Want For Christmas Is You』）」のアカペラカバー（大サビ以降）。（勝手に）日本語詞はshungo.の書き下ろし。

【EnGene. (エンジン) 】ダバダ/ネスカフェ・ゴールドブレンドのテーマ【違いがわかるアカペラ】
- 2019年1月19日公開、『違いがわかる男の、ゴールドブレンド』のキャッチコピーと共に各界著名人を起用したネスカフェ・ゴールドブレンドのCMソングであった、♪ダバダ～♪で知られていた、「目覚め -DABADA-」のCMサイズのアカペラカバー。（勝手に）日本語詞はshungo.の書き下ろし。

【EnGene.（エンジン）】カズン/冬のファンタジー【今空を舞うアカペラ】
- 2019年2月3日公開、カズン「冬のファンタジー」のアカペラカバー（落ちサビ以降）。

【EnGene.（エンジン）】さくらさくら【春よ来い！若干気が早いアカペラ】
- 2019年2月18日公開、日本の伝統的な歌曲「さくらさくら」のアカペラカバー（1番）。

【EnGene.（エンジン）】DA PUMP / 桜【生涯ファビュラス！DA PUMPさんリスペクトA Cappellaカバー】
- 2019年3月24日公開、DA PUMP「桜」のアカペラカバー（2B～大サビ）。「大崎市公認 DA PUMP / U.S.A. 替え歌 C'mon, baby オオサキ【湯ですぜ！】(エンドロール付き)」で歌唱・出演を務めたEnGene.が、2018年を代表する大ヒット曲DA PUMP「U.S.A.」の替え歌を歌ったご縁に感謝を込め、本家であるDA PUMP、作詞家のshungo.、編曲家のKAZに敬意を払い、2019年3月6日リリースの、DA PUMPの新曲「桜」をアカペラカバーするに至った。[28]

【EnGene.（エンジン）】宇多田ヒカル / First Love【今はまだ悲しいアカペラ】
- 2019年3月31日公開、宇多田ヒカル「First Love」のアカペラカバー（1B～1サビ）。シリーズ初、同日2019年3月31日、イオン東根店「20周年祭」の出演時にイベント本番で披露されたLIVEバージョンでの公開。

【EnGene.（エンジン）】秦基博 / ひまわりの約束【キャンドル、実はチャッカマンのアカペラ】
- 2019年4月22日公開、秦基博「ひまわりの約束」のアカペラカバー（1B～1サビ）。タイトルの記載通り、動画で始終真ん中で灯っているキャンドルはチャッカマンでそのように見せている演出である。

【EnGene.（エンジン）】MONKEY MAJIK × サンドウィッチマン / ウマーベラス【炭水化物抜きダイエット失敗のアカペラ】
- 2019年5月19日公開、仙台出身のお笑いコンビ、サンドウィッチマンと、仙台都市圏在住アーティスト、MONKEY MAJIKの共作である「ウマーベラス」のアカペラカバー（1A～1サビ）。仙台リスペクト、そしてゼロカロリー理論への超リスペクトが込められたカバーである。なお、撮影は、同日2019年5月19日にやまぎんホール（山形県県民会館）にて行われた、DANCE STUDIO MPF 発表会「PEACE6」の本番1部と2部の間に4階会議室・楽屋にて撮影され、2部のフィナーレ終了時には既にYouTubeにアップ済みであった。

【EnGene.（エンジン）】中島美嘉/STARS【川口大輔先生リスペクト！星に天立つ四次元アカペラ】
- 2019年5月30日公開、中島美嘉のデビュー曲「STARS」のアカペラカバー（1B～1サビ）。同曲作曲のミュージシャン及び作編曲家の川口大輔リスペクトが込められたカバーである。ちなみに川口大輔と、EnGene.制作チームのプロデューサーshungo.とヘアメイクの油屋喜明はプライベートで親交が深い。

【EnGene.（エンジン）】WANIMA/やってみよう【今後、メンバーでやれることはメンバーだけでやってみようと思っているアカペラ】
- 2019年6月20日公開、WANIMA「やってみよう」のアカペラカバー。（「やってみよう」は、童謡「ピクニック」をアレンジした、auの2017年の三太郎新CM「やってみよう」のテーマソングであった。）EnGene.メンバー主導アカペラ第四弾である。自撮りによる動画は、宮城県仙台市泉区の北西部に位置する泉ヶ岳にて撮影された。

【EnGene.（エンジン）】あいみょん/マリーゴールド【馬見ヶ崎川はまだ超冷たかったアカペラ】
- 2019年6月27日公開、あいみょん「マリーゴールド」のアカペラカバー（1Bラスト～1サビ）。EnGene.メンバー主導アカペラ第五弾であり、動画編集までをメンバーのみで制作している。自撮りによる動画は、山形県山形市を流れる馬見ヶ崎川にて撮影された。

【EnGene.（エンジン）】C&K / 続→60億分の1【（お寿司屋さんでの打ち上げで）即→60巻分の寿司をたいらげる3名のアカペラ】
- 2019年8月1日公開、C&K「続→60億分の1」のアカペラカバー（最終ブロック）。（「続→60億分の1」は、2009年に発表されたC&Kの人気曲であり、九州男のメジャー1stシングル「1/6000000000 feat. C&K」の続編でもある。）EnGene.メンバー主導アカペラ第六弾であり、動画編集までをメンバーのみで制作している。自撮りによる動画は、宮城県仙台市青葉区の青葉城址にて撮影された。

【EnGene.】DA PUMP / P.A.R.T.Y. ～ユニバース・フェスティバル～【DA PUMPさんリスペクト！ご本家さん発売日にかぶせてみたアカペラ】
- 2019年8月7日公開、タイトルにある通り、同年同日に盤リリースされたDA PUMP「P.A.R.T.Y. 〜ユニバース・フェスティバル〜」のアカペラカバー（1コーラス／ただし1Aと1Bはミックス）。「大崎市公認 DA PUMP / U.S.A. 替え歌 C'mon, baby オオサキ【湯ですぜ！】(エンドロール付き)」で歌唱・出演を務めたEnGene.が、2018年の国民的な大ヒット曲「U.S.A.」の替え歌を歌ったご縁に感謝を込め、本家であるDA PUMP、作詞家のshungo.に敬意を払ったアカペラカバーの第二弾（第一弾は「桜」）。EnGene.メンバー主導アカペラ第七弾であり、導入部分以外の撮影、そして編集までをメンバーのみで制作している。自撮りによる動画は、宮城県仙台市を流れる広瀬川牛越緑地にて（導入部分は山形県遊佐町西浜海水浴場にて）撮影された。

【Yutaka from EnGene.】絢香 / 三日月【中秋の名月記念、オクターブユニゾンが切ないアカペラ】
- 2019年9月16日公開、絢香「三日月」のアカペラカバー（最終ブロック）。初のソロシリーズ。EnGene.のハイトーンボイス担当、Yutakaによる1人アカペラ。オクターヴ・ユニゾンを基盤に構築されたボイシングをはじめ、歌唱、録音、音源編集、動画撮影、そして動画編集までをYutakaのみで制作している。工程のすべては、Yutakaの自宅にある個人スタジオ「Flexible Bean Studio in Sebdai」にて行われた。

【EnGene.】HIM / AQUARIUS（MAX / 銀河の誓い）【凍てついた太陽照らし出すアカペラ】
- 2019年9月22日公開、HIM 3rdシングル「AQUARIUS 」のアカペラカバー（最初ブロック）。HIM（エイチ・アイ・エム／Hiromasa Ijichi Melodies）は、1995年～1997年まで活動した、伊秩弘将氏主宰の音楽プロジェクト兼ボーカル＆ダンスユニットで、EnGene.プロデューサー陣の1人、shungo.がかつてオリジナルメンバーとして所属、男性ボーカルを務めていた。尚、宮城県大崎市公認PR動画「大崎市公認 DA PUMP / U.S.A. 替え歌 C'mon, baby オオサキ【湯ですぜ！】(エンドロール付き)」のダンス監修を手掛けていた、モーニング娘。、℃-ute、アンジュルム（旧S/mileage）、つばきファクトリー、こぶしファクトリーをはじめ、多くのハロー!プロジェクト所属アーティスト・所属グループ等の振付け・ダンス統括を担当するカリスマ振付師のYOSHIKOも、ダンサーとして元HIMのオリジナルメンバーであった。「AQUARIUS」は1999年にMAXが14thシングルとして「銀河の誓い」と改題してカバー。今や彼女たちのヒット曲の内の1曲として認知され、奇しくもオリジナルであるHIMの「AQUARIUS」より格段に知名度がある。

【Yutaka from EnGene.】米津玄師 / Lemon【何かゴシック！荘厳なアカペラ】
- 2019年12月10日公開、米津玄師「Lemon」のアカペラカバー（1サビ）。ハイトーンボイス担当・Yutakaによる1人アカペラのソロシリーズ第二弾。ゴスペル風のシロタマを誂えるなど、オリジナルとはまた一味違ったテイストで構築された今作は前作同様、ボイシングをはじめ、歌唱、録音、音源編集、動画撮影、そして動画編集までをYutakaのみで制作している。今作もまた前作同様、Yutakaの自宅にある個人スタジオ「Flexible Bean Studio in Sebdai」のみで制作が行われている。

【EnGene.】Official髭男dism / Pretender【でも離れ難いアカペラ】
- 2020年2月4日公開、Official髭男dism「Pretender」のアカペラカバー（3サビ／ただし冒頭に最終ブロックを断片的にマッシュアップ）。ソロシリーズが続いたYutakaボイシングによる、グループとしては約5ヵ月ぶりのアカペラ。【EnGene.】DA PUMP / P.A.R.T.Y. ～ユニバース・フェスティバル～【DA PUMPさんリスペクト！ご本家さん発売日にかぶせてみたアカペラ】同様、単にオリジナル構成からのピックアップではなく、独特のマッシュアップが施されている。ボイシングをはじめ、録音、音源編集、動画撮影、そして動画編集までをほぼYutakaのみが行っている。

【金澤豊 from EnGene.】松田聖子/SWEET MEMORIES〜甘い記憶〜【キスしたらいけないわ！旧新2番Aメロを繋いでみたアカペラ】
- 2020年5月7日公開、松田聖子「SWEET MEMORIES 」のアカペラカバー（「SWEET MEMORIES」オリジナルver.の2A英語詞と、新たに歌い直された「SWEET MEMORIES〜甘い記憶〜」2A日本語詞をマッシュアップ）。既にEnGene.及び金澤豊の特色となった独特のマッシュアップが施されている。プロデューサーshungo.と金澤豊によるリモート・レコーディング下での制作。ベースをEnGene.メンバーのTatsuyaが担当、スライド・ベースをshungo.が担当、共にリモート下でiPhoneで録音。動画撮影、動画編集はYutakaのみが行っている。

【EnGene.】You're my sunshine/リモートなアカペラ
- 2020年5月16日公開、オリジナル曲「You’re my sunshine」のアカペラ。こんな時だからこそ、1人でも多くの方々に楽しんで頂きたい、一緒に口ずさんで頂きたいという想いで、3人それぞれが別々の場所で、個々で歌い、録画、全行程をリモート下で制作。

金澤豊 - 9月1日（アカペラ）
- 2020年8月23日公開、初出のオリジナル曲。「9月1日」は、夏休みが終わり、子供たちが最初に学校に行かなくてはいけない象徴的な日であり、また、18歳以下の子どもの自殺が年間を通じて最も多い日でもあることを踏まえて制作されている。公式HPには、「たくさんの人に聴いて頂きたくもあるのですが、それより、誰かたった1人の心に届きますように。」と綴られている。

【EnGene.】Wham!（ワム!） / Last Christmas（ラスト・クリスマス）【来年こそは！と誓うアカペラ】
- 2020年11月18日公開、ワム!「ラスト・クリスマス」のアカペラ・カバー（全編を断片的にマッシュアップ）。クリスマスを目掛けたアカペラとしては、約2年前の公開された【EnGene.（エンジン）】 Mariah Carey / All I Want For Christmas Is You 【A Cappella Cover】に次いで2作目となる。今作もEnGene.及び金澤豊の特色となった独特のマッシュアップが施されている。プロデューサーshungo.と金澤豊によるリモート・レコーディング下でのプリプロ制作を経て、Yutaka（金澤豊）の自宅にある個人スタジオ「Flexible Bean Studio in Sebdai」にてメンバーの歌録、そして動画撮影が同一日に行われた。音源録音ならびに編集、トラックダウンはYutakaが、動画編集はshungo.が行っている。

【EnGene.】YEN TOWN BAND / Swallowtail Butterfly 〜あいのうた〜【世界は夜を乗り越えていくアカペラ】
- 2021年8月13公開、YEN TOWN BAND「Swallowtail Butterfly 〜あいのうた〜」のアカペラ・カバー（主に歌詞の流れから、全編よりピックアップしたブロックを順序だててマッシュアップ）。「ここから何処へいっても世界は夜を乗り越えていく」。たくさんの人々の青春に寄り添った、「Swallowtail Butterfly 〜あいのうた〜」。 盛夏の心象風景のような詞には、今の世の中を予言し、そしてそこにピタリとあてはめたかのような強いメッセージが見受けられる。「心に 心に 魔法があるの 嵐に翼(はね)ひろげ飛ぶよ」。長引くコロナ禍、どなたかに少しでも勇気をお添えできたら…というメンバー及び制作チームの意思により制作。今作もEnGene.及び金澤豊の特色となった独特のマッシュアップが施されている。プロデューサーshungo.と金澤豊によるリモート・レコーディング下でのプリプロ制作を経て、EnGene.「真夏のトレモロ」ボーカル・レコーディング時、ラスト15分、練習含め、メンバーそれぞれ2回し録音及び録画だけという枠が設けられたゲリラ・レコーディングが急遽執り行われた。ボーカルエディット、トラックダウンはYutakaが、動画編集はshungo.が行っている。